# Mokrá (Vesce)
Mokrá (německy Mokra) je malá vesnice, část obce Vesce v okrese Tábor v Jihočeském kraji. Nachází se asi 1,5 kilometru severně od Vesce. Je zde evidováno 25 adres. V roce 2011 zde trvale žilo 41 obyvatel.
Mokrá leží v katastrálním území Mokrá u Soběslavi o rozloze 2,26 km².

## Historie
První písemná zmínka o vesnici pochází z roku 1421.

## Obyvatelstvo
| Rok            | 1869 | 1880 | 1890 | 1900 | 1910 | 1921 | 1930 | 1950 | 1961 | 1970 | 1980 | 1991 | 2001 | 2011 | 2021 |
| -------------- | ---- | ---- | ---- | ---- | ---- | ---- | ---- | ---- | ---- | ---- | ---- | ---- | ---- | ---- | ---- |
| Počet obyvatel | 117  | 118  | 121  | 107  | 118  | 116  | 106  | 85   | 71   | 77   | 48   | 36   | 36   | 41   | 39   |
| Počet domů     | 19   | 19   | 19   | 19   | 19   | 19   | 21   | 22   | 22   | 20   | 19   | 23   | 24   | 24   | 25   |

## Obecní správa
Při sčítání lidu v letech 1850–1879 Mokrá byla osadou obce Vesce v okrese Tábor. V letech 1880–1959 byla samostatnou obcí, se kterým patřila nejprve do okresu Tábor, ale v roce 1950 v okrese Soběslav. V letech 1960–1980 byla znovu částí obce Vesce v okrese Tábor. Od 1. července 1980 do 23. listopadu 1990 byla částí města Soběslav v okrese Tábor. Od 24. listopadu 1990 je opět částí obce Vesce v okrese Tábor.

## Další fotografie

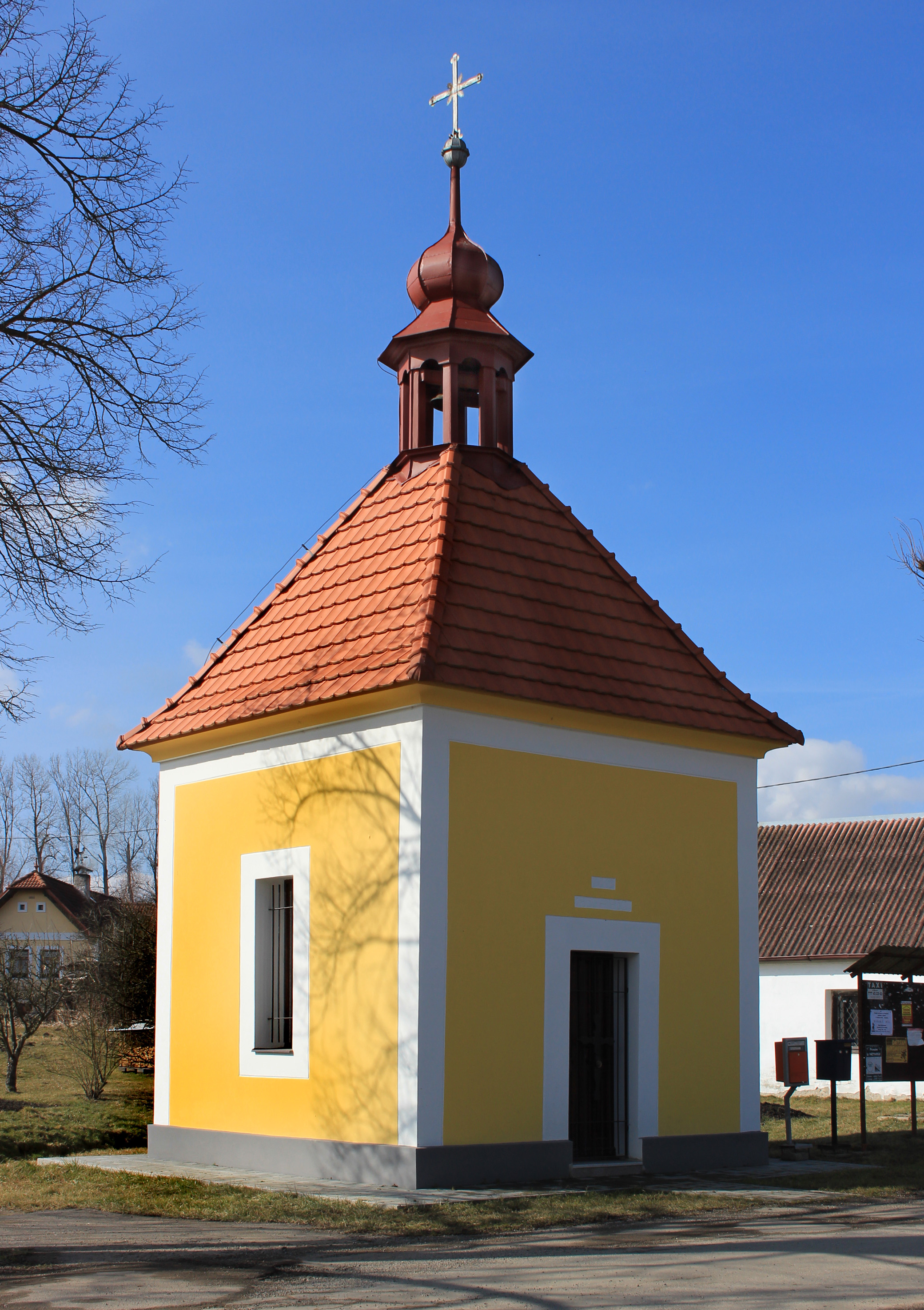
Kaplička u návsi
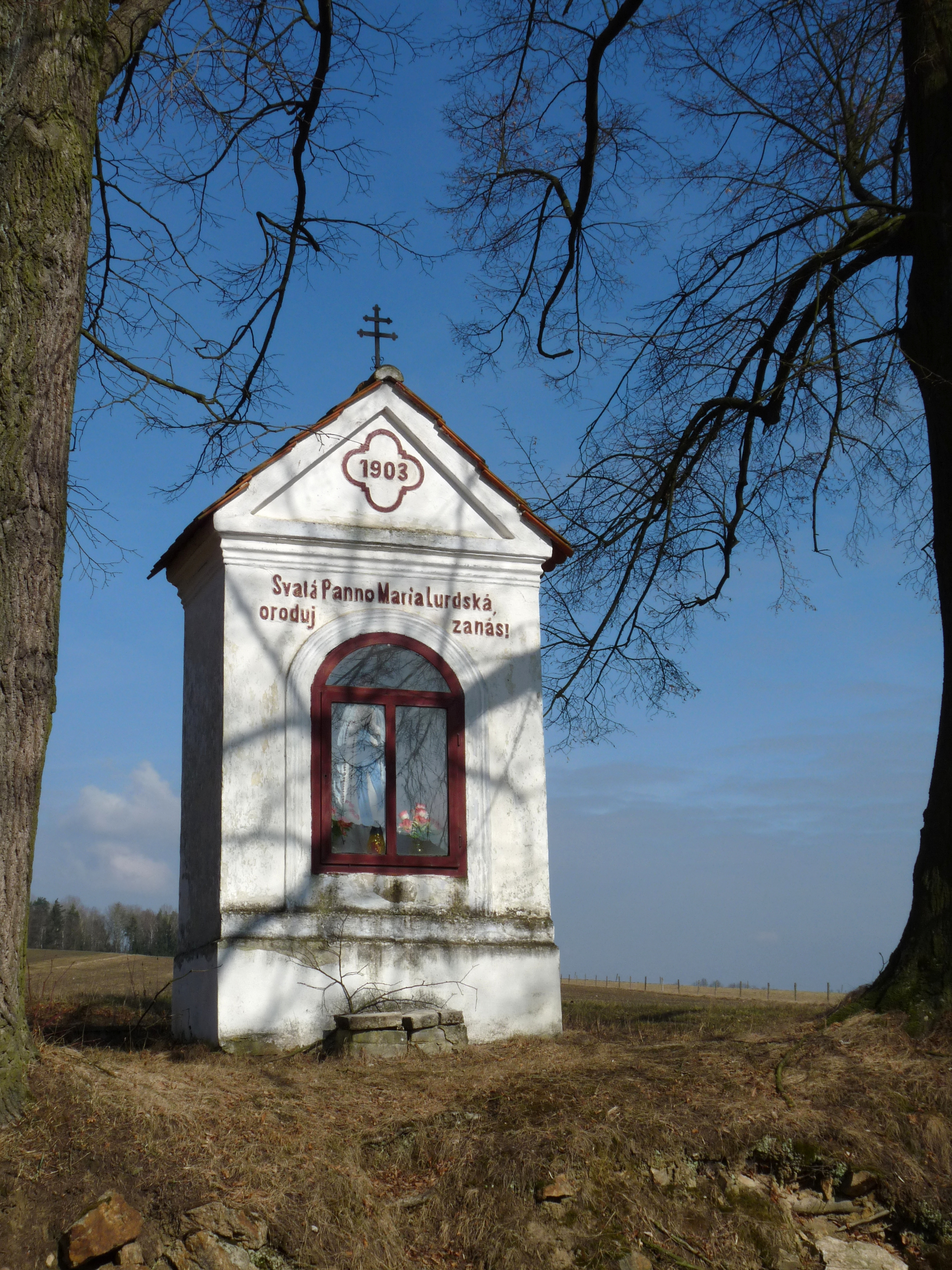
Kaplička Panny Marie Lurdské
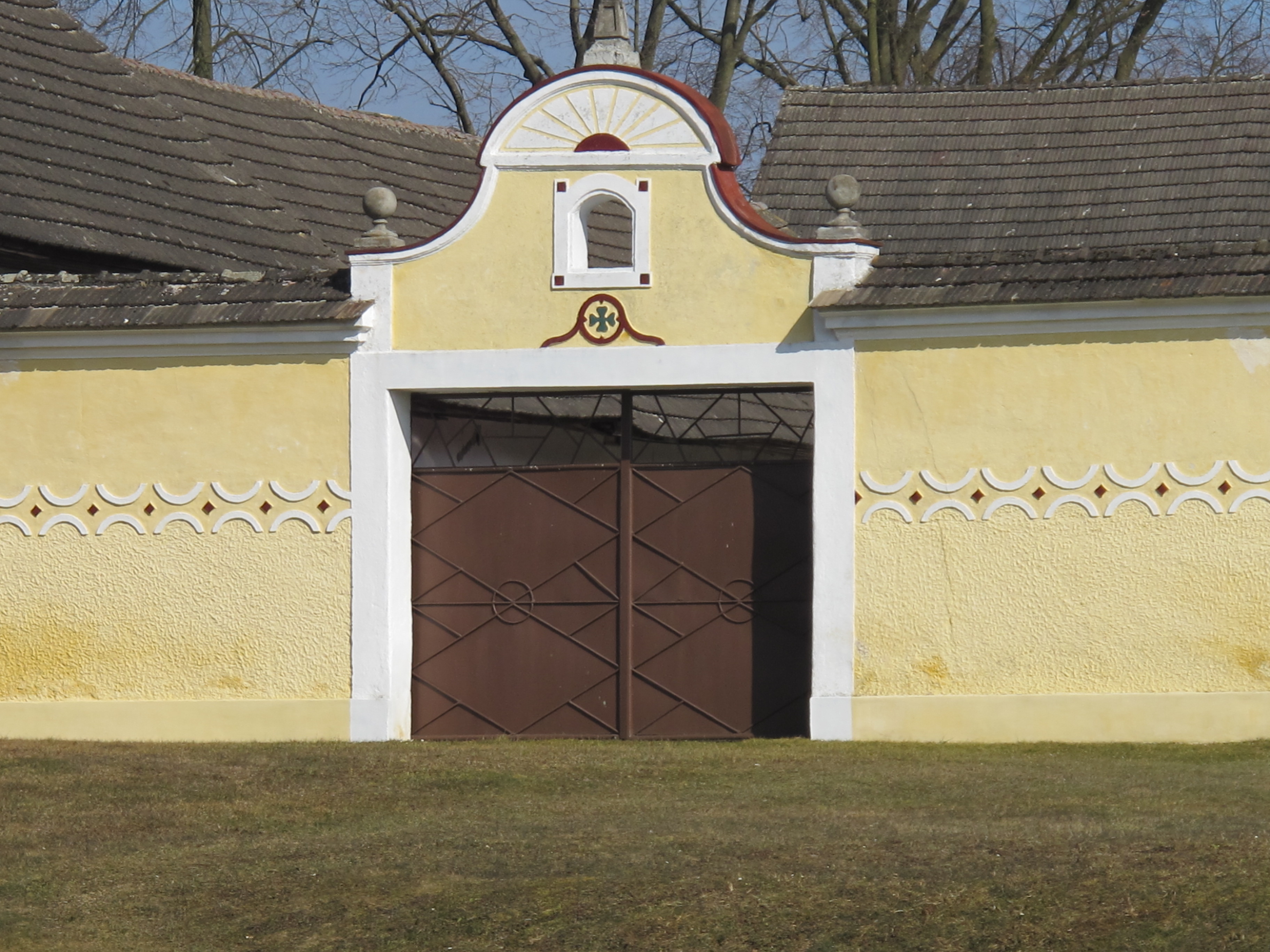
Brána statku čp. 1